# Écriture celtibère

Écritures paléo-hispaniques

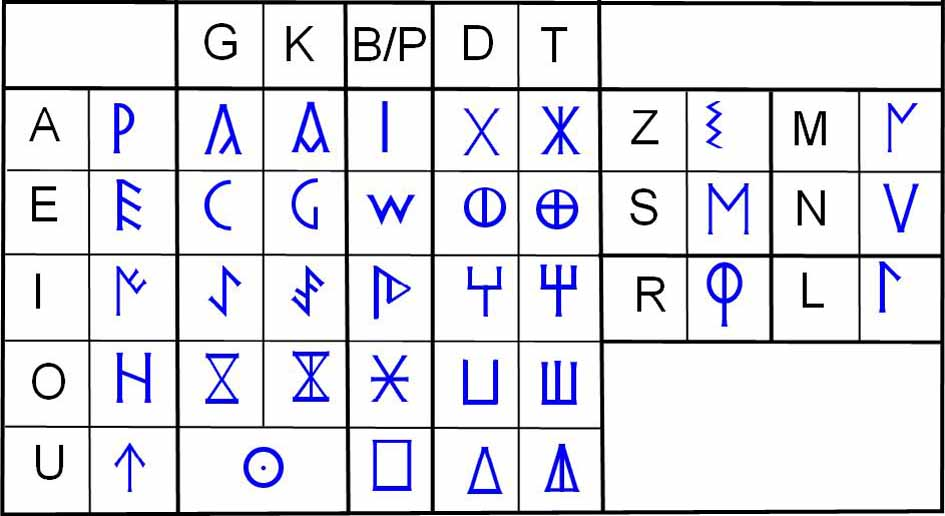
Écriture celtibérique occidentale (adaptée de Ferrer i Jané 2005)

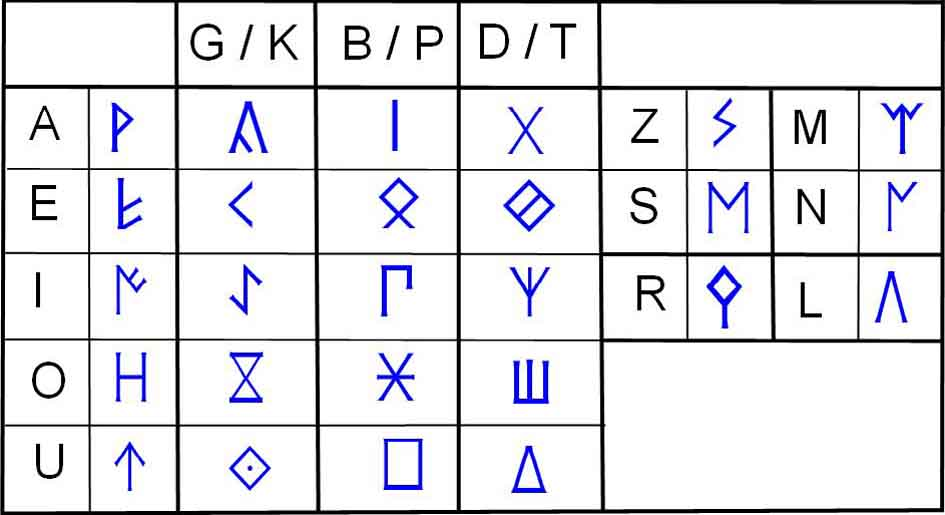
Écriture celtibérique orientale

L'écriture celtibère est une écriture paléo-hispanique qui est une adaptation presque directe de l'écriture ibérique nord-orientale aux particularités de la langue celtibère. Il n'y a pas de consensus quant à l'origine des écritures paléo-hispaniques : certains pensent qu'elles sont issues uniquement de l'alphabet phénicien alors que d'autres y voient des influences de l'alphabet grec.

## Caractéristiques
Comme pour le reste des écritures paléo-hispaniques, cette écriture présente des signes à valeur syllabique pour les occlusives, et des signes alphabétiques pour le reste des consonnes et les voyelles. Du point de vue de la classification des systèmes d'écriture, ce n'est ni un alphabet, ni un syllabaire, mais une écriture mixte généralement qualifiée de semi-syllabaire. Cette écriture compte 26 signes, au lieu des 28 de l'écriture ibérique nord-orientale, car il y a en moins une des deux vibrantes et une des trois nasales. On compte 5 voyelles, 15 syllabiques et 6 consonantiques (une latérale, deux sibilantes, une vibrante et deux nasales).
L'écriture celtibère possède deux variantes, l'une orientale, et l'autre occidentale.
Cette écriture, de même que son modèle d'origine, s'écrit de droite à gauche. La région où elle fut en usage est la vallée de l'Ebre et vers les sources du Tage et du Douro, qui correspondent au territoire des Celtibères. Les inscriptions celtibères apparaissent sur des supports variés (monnaies d'argent et de bronze, plaques de bronze, céramiques vernies noires, amphores, plaques de pierre...). La plupart comportent moins de 200 signes, bien que certaines soient exceptionnellement grandes, comme le bronze de Botorrita III qui contient un recensement d'environ 250 personnes. Le contexte archéologique de la plupart des inscriptions est inconnu, si bien qu'il est impossible de définir précisément la chronologie réelle de l'utilisation de cette écriture, même si son usage sur des monnaies a eu lieu clairement aux IIe et Ier siècles av. J.-C..

## Galerie

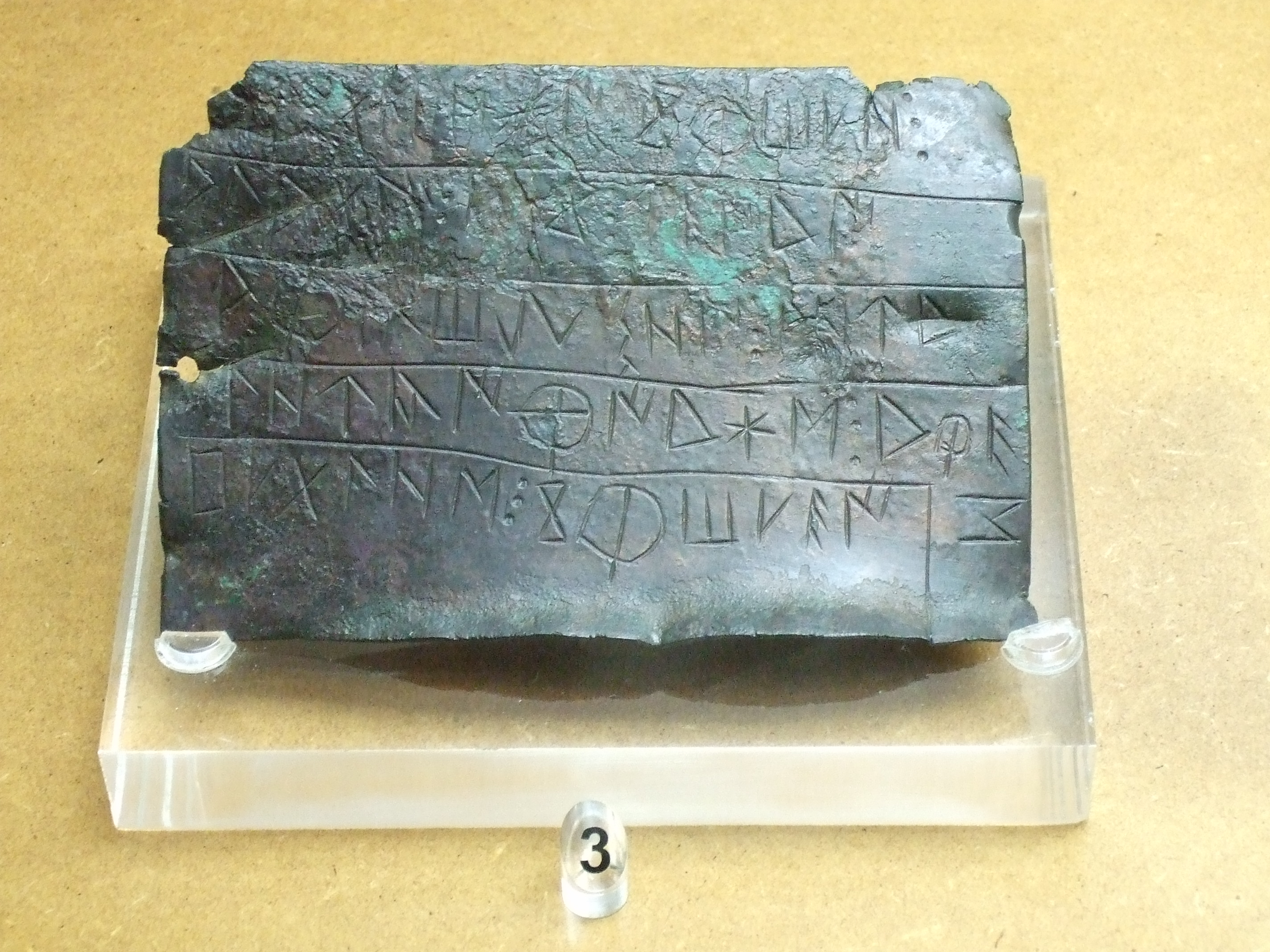
Bronze de Cortono. Lieu de provenance inconnue. Écriture occidentale.
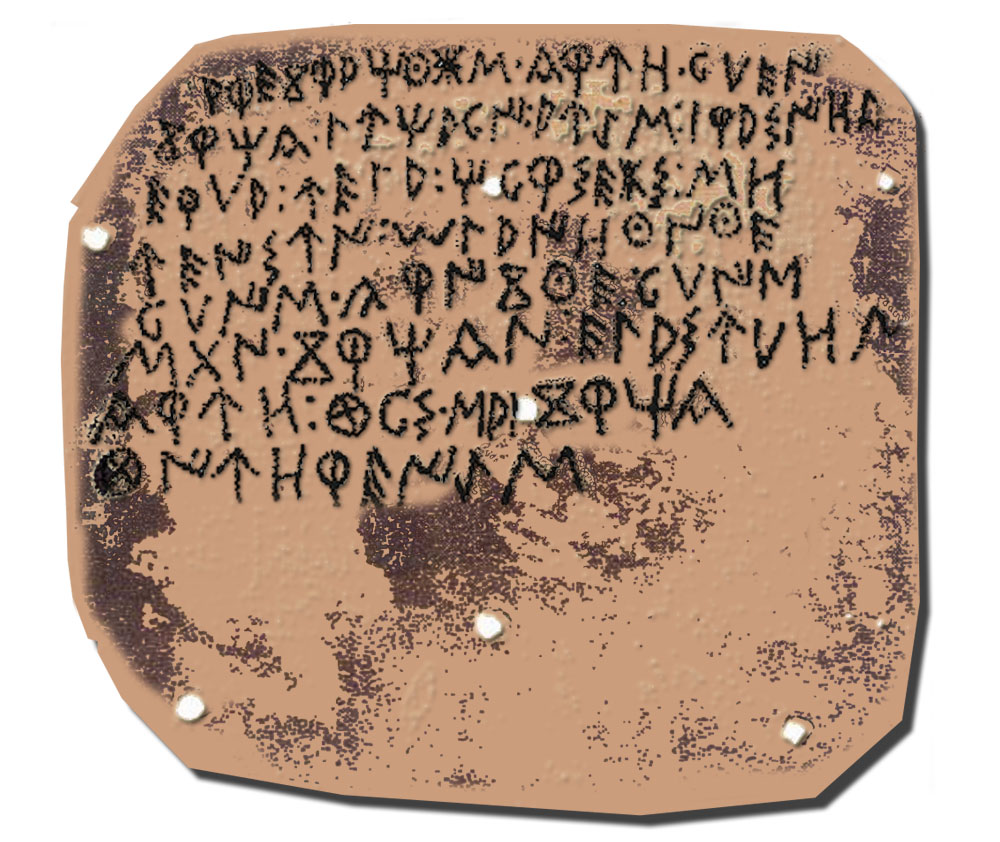
Bronze de Luzaga (Guadalajara). Écriture occidentale.
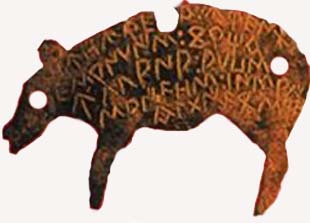
Téssera de Uxama (Osma, Soria. Écriture occidentale.

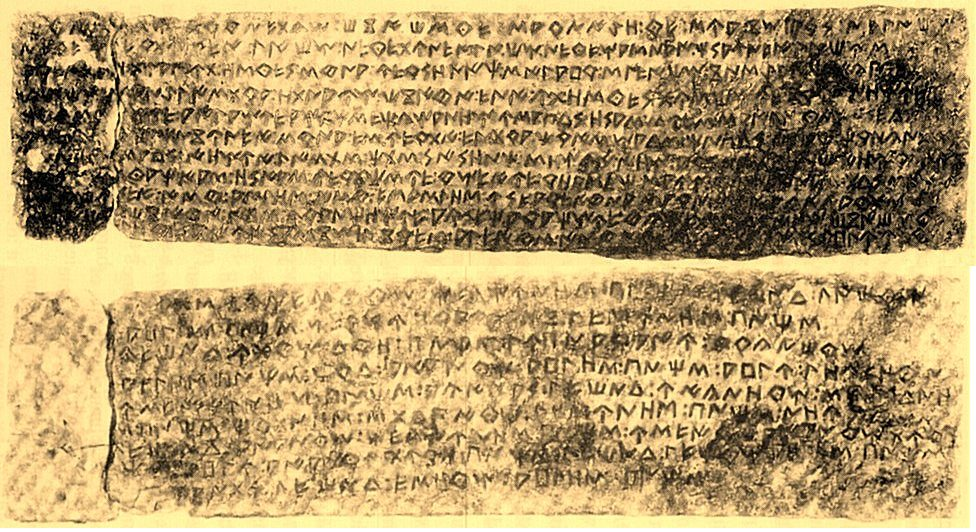
Bronze de Botorrita I (Saragosse). Écriture  orientale.
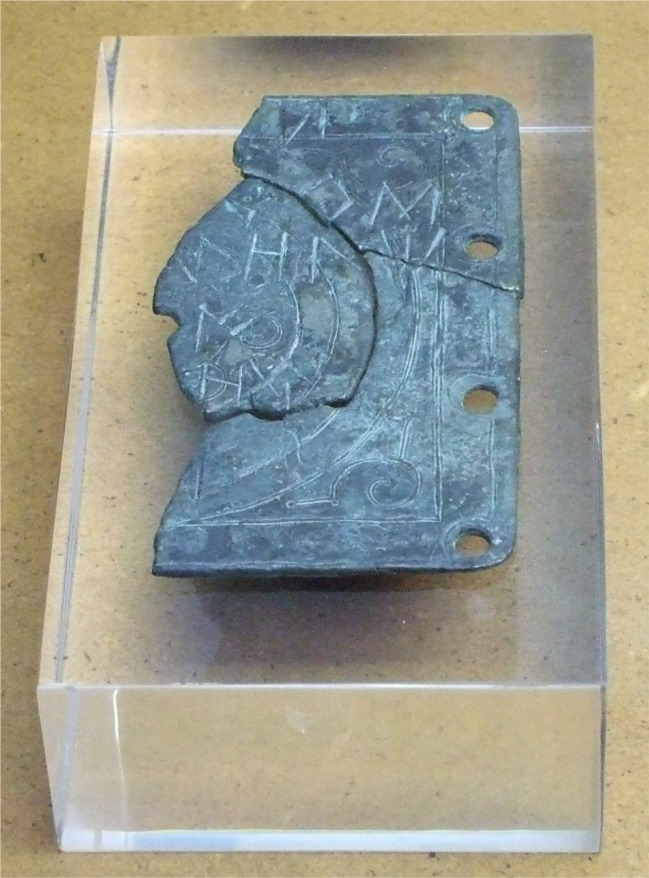
Pieza de bronce (cara B) de Botorrita (Saragosse). Écriture  orientale.
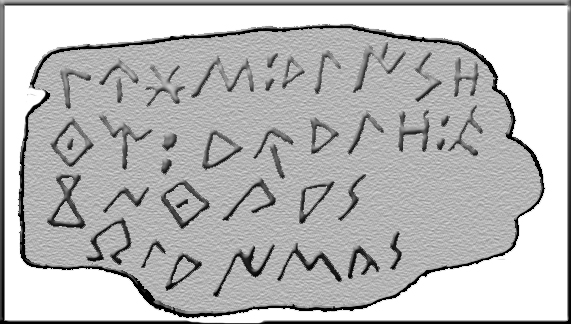
Téssera Fröhner. Lieu de provenance inconnue. Écriture orientale.